# Hyalomma impeltatum
Hyalomma impeltatum är en fästingart som beskrevs av Schulze och Schlottke 1930. Hyalomma impeltatum ingår i släktet Hyalomma och familjen hårda fästingar. Inga underarter finns listade i Catalogue of Life.